# Cavid Hüseynov
Cavid Şakir oğlu Hüseynov (ur. 9 marca 1988 w Cəbrayıl) – azerski piłkarz występujący na pozycji pomocnika, zawodnik Zirə Baku. Reprezentant reprezentacji Azerbejdżanu.

## Życiorys

### Kariera klubowa
Był zawodnikiem azerskich klubów: Turan Tovuz (2005−2007), MOİK Bakı (2005, wypożyczenie), Olimpik Baku (2007), İnter Baku (2008−2009), Neftçi PFK (2010−2012), Bakı FK (2013−2014) i FK Qəbələ (2014−2019), oraz tureckiego Adana Demirspor.
1 lipca 2019 podpisał kontrakt z azerskim klubem Zirə Baku, umowa do 30 czerwca 2021; bez odstępnego.  

### Kariera reprezentacyjna
W seniorskiej reprezentacji Azerbejdżanu zadebiutował 4 czerwca 2008 na stadionie Estadi Comunal d’Andorra la Vella (Andora, Andora) w wygranym 2:1 meczu towarzyskim przeciwko reprezentacji Andory.

## Sukcesy

### Klubowe
Olimpik Baku
- Zdobywca drugiego miejsca Premyer Liqa: 2007/2008

İnter Baku
- Zdobywca drugiego miejsca Premyer Liqa: 2008/2009
- Zdobywca drugiego miejsca w Pucharze Azerbejdżanu: 2008/2009

Neftçi PFK
- Zwycięzca Premyer Liqa: 2010/2011, 2011/2012
- Zdobywca drugiego miejsca w Pucharze Azerbejdżanu: 2011/2012

FK Qəbələ
- Zdobywca drugiego miejsca Premyer Liqa: 2016/2017, 2017/2018
- Zwycięzca Pucharze Azerbejdżanu: 2018/2019
- Zdobywca drugiego miejsca w Pucharze Azerbejdżanu: 2016/2017, 2017/2018